# Aphra Behn

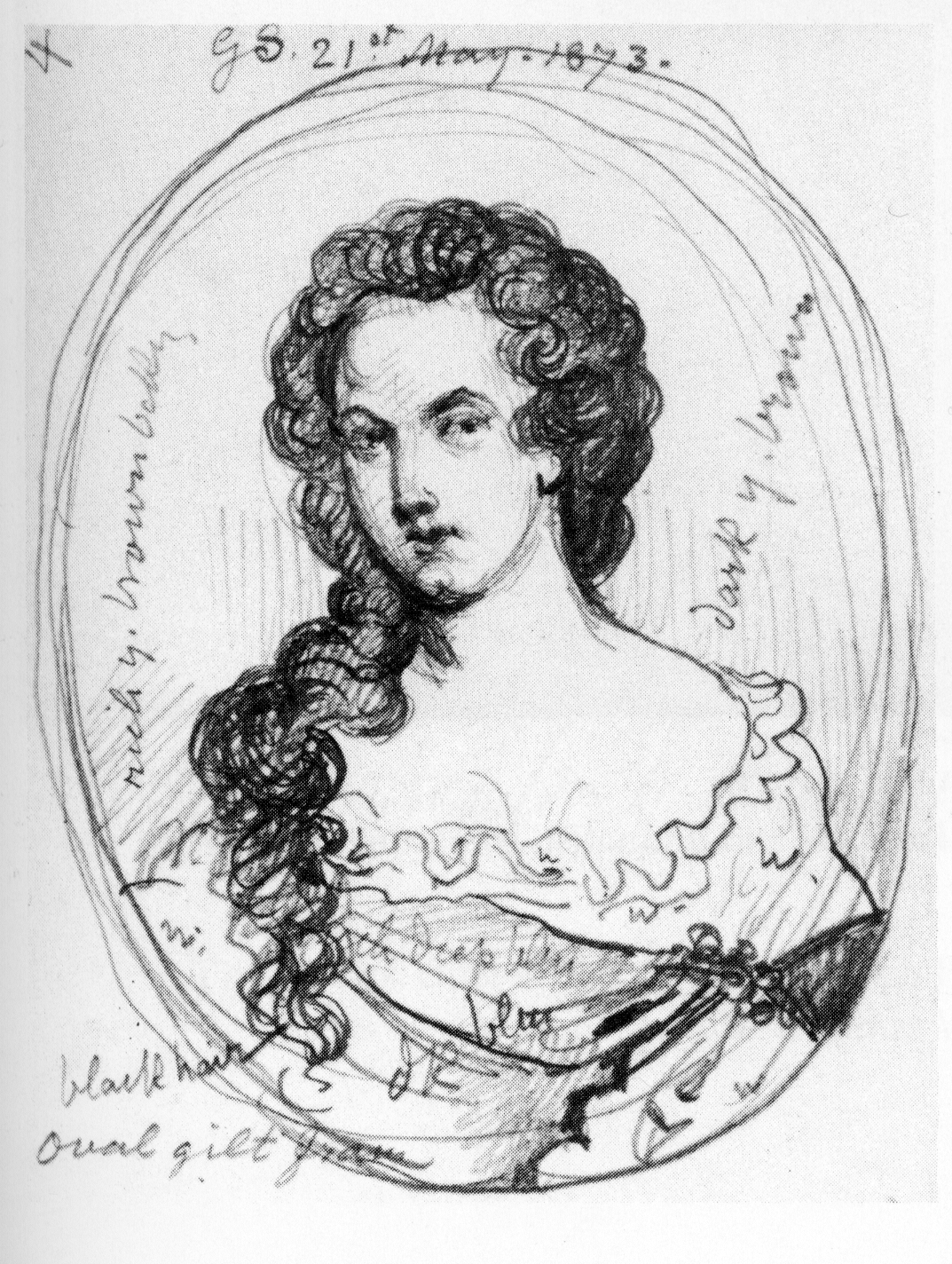
Een schets van Aphra Behn naar een portret van George Scharf dat niet bewaard is gebleven

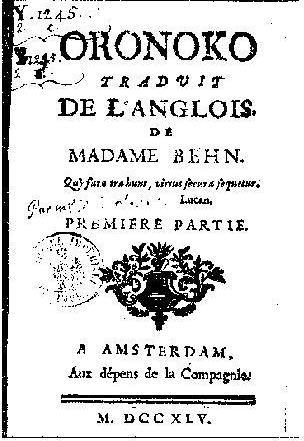
Titelrpagina van een Franse vertaling uit 1745

Aphra Behn-Johnson (Kent, 10 juni 1640 – Londen, 16 april 1689) was een Britse auteur en de eerst bekende vrouw in de Engelse literatuurgeschiedenis die met schrijven in haar levensonderhoud voorzag.

## Leven
Behn was de dochter van Bartholomew Johnson en Elizabeth Denham. Als kind reisde ze vermoedelijk met haar familie of als gezelschapsdame naar Suriname dat in die tijd in handen van de Britten was. In de Britse kolonie verzamelde ze het materiaal dat ze later in haar bekendste roman Oroonoko verwerkte. In 1658 kwam ze weer terug in Engeland en vermoedelijk in 1664 trouwde ze Mr. Behn, een koopman van Nederlandse of Duitse afkomst, die kort daarop overleed. Over het huwelijk is verder niets bekend. Voor een weduwe zonder veel geld waren er in de 17e eeuw zo'n beetje drie mogelijkheden: opnieuw trouwen, in een klooster gaan of iemands maîtresse worden. Omdat ze - naar eigen zeggen - een huwelijk vanwege het geld als "een vorm van prostitutie" beschouwde, besloot ze om haar eigen geld te gaan verdienen.
Behn was een overtuigd royalist en had banden met het hof van Charles II. In de jaren zestig van de zeventiende eeuw werkte ze als boodschapper of zelfs spion van de koning in de Nederlanden, onder andere in Antwerpen. Ze werd voor haar diensten niet of slecht betaald, en kwam wegens schulden in 1668 in de gevangenis. In 1670 werd haar eerste theaterstuk The Forced Marriage met veel succes uitgevoerd.
Vrouwen waren in het elizabethaans tijdperk uitgesloten van het theater. Tijdens de  Restauratie in Engeland vormden ze niet alleen een aanzienlijk deel van het publiek, maar speelden zij als professionele actrices ook de rollen die voordien door mannen werden gespeeld. In de volgende negentien jaar schreef Behn toneelstukken, proza en gedichten en was ze als vertaalster actief. Haar meest populaire stuk, The Rover werd tussen 1703 en 1750 jaarlijks gespeeld.
Haar werken bleven tot het midden in de 18e eeuw geliefd, tot ze plotseling – vanwege de veranderende normen – van het toneel verdwenen. Haar scherpe analyse van de dubbele (huwelijks)moraal en van de "goede zeden" werd het publiek plotseling te veel. Het feit dat ze door een werkende vrouw geschreven waren, werd plotseling een probleem.
Ook in haar eigen tijd had Behn problemen: ze werd in 1682 nog wegens te grote "vrijpostigheid" in haar stuk Like Father, Like Son enige tijd opgesloten.
Haar meesterwerk, de roman Oroonoko over een slaaf in Suriname, werd in de 18e eeuw in het Duits en Frans vertaald en speelde een rol in de anti-slavernijbeweging.
De vrouwenbeweging eert Aphra Behn als een van haar eerste voorvechtsters. Vanaf de jaren zeventig van de twintigste eeuw kregen Behns werken opnieuw waardering van feministische critici en schrijvers.

## Werk
- 1670 - The Forced Marriage (toneelstuk)
- 1671 - The Amourous Prince (toneelstuk)
- 1672 - Covent Garden Drollery (oorspronkelijkheid wordt betwist)
- 1673 - The Dutch Lover (toneelstuk)
- 1675 - Twee toneelstukken waarvan ook de oorsprong niet duidelijk is: The Revenge: Or a Match in Newgate en The Woman Turned Bully
- 1676 - Abdelazer (tragedie) en The Town Fop (toneelstuk)
- 1677 - The Rover - Behns succesvolste toneelstuk. Hiervoor keerde Nell Gwyn op het toneel terug.
- 1677 - Twee toneelstukken, oorsprong niet geheel duidelijk: The Debauchee en The Counterfeit Bridegroom.
- 1678 - Sir Patient Fancy
- 1679 - The Feigned Courtesans (met Nell Gwyn) en The Young King in the fall (tragikomedie).
- 1681 - The Rover (second part), The False Count en The Roundheads
- 1682 - The City Heiress (toneelstuk) en Like Father, Like Son (toneelstuk - een flop)
- 1683 - Love Letters Between a Nobleman and His Sister (Roman)
- 1684 - Diverse gedichten
- 1685 - Miscellany (dichtbundel)
- 1686 - The Lover's Watch en The Lucky Chance (toneelstukken)
- 1687 - The Emperor of the Moon (toneelstuk, farce)
- 1688 - The Fair Jilt (proza), Agnes de Castro (proza) en Oroonoko (roman).
- 1689 - The Widow Ranter (toneelstuk, postuum uitgevoerd)
- 1696 - The Younger Brother (toneelstuk, postuum uitgevoerd)
- 1718 - All the histories and novels written by the late ingenious Mrs. Behn, intire in one volume. London, printed by J.D. for M. Wellington